# Тетуев, Шамсудин Жунусович
Шамсудин Жунусович Тетуев — советский хозяйственный, государственный и политический деятель, Герой Социалистического Труда.

## Биография
Родился в 1932 году в селении Ышканты. Член КПСС.
Депортирован вместе с балкарским народом. С 1948 года — на хозяйственной, общественной и политической работе. В 1948—1994 гг. — учётчик отделения в Винсовхозе, бригадир одного из промышленно-садовых отделений, председатель совхоза «Баяут-3» Сырдарьинской области Узбекской ССР, первый секретарь Акалтынского райкома Компартии Узбекистана, главный государственный инспектор по сельхозпродукции Кабардино-Балкарской АССР и Кабардино-Балкарии.
Указом Президиума Верховного Совета СССР от 26 февраля 1980 года присвоено звание Героя Социалистического Труда с вручением ордена Ленина и золотой медали «Серп и Молот».
Умер в Нальчике в 1994 году.